# RTON Jagodnik
RTON Jagodnik (Radiowo-Telewizyjny Ośrodek Nadawczy Jagodnik) – wieża RTV o wysokości 115 m znajdująca się we wsi Jagodnik. Właścicielem jest EmiTel sp. z o.o.

## Parametry
- Wysokość posadowienia podpory anteny: 156 m n.p.m.
- Wysokość zawieszenia systemów antenowych: Radio: 75, 87, TV: 54, 108 m n.p.t.

## Transmitowane programy[1]

### Programy radiowe
| LP | Program                  | Właściciel                                                             | Częstotliwość | Moc nadajnika | Polaryzacja |
| -- | ------------------------ | ---------------------------------------------------------------------- | ------------- | ------------- | ----------- |
| 1  | Polskie Radio 24         | Informacyjna Agencja Radiowa                                           | 101,20 MHz    | 0,25 kW       | pozioma     |
| 2  | Polskie Radio Program II | Polskie Radio S.A.                                                     | 102,30 MHz    | 5 kW          | pozioma     |
| 3  | Polskie Radio Olsztyn    | Polskie Radio - Regionalna Rozgłośnia w Olsztynie "Radio Olsztyn" S.A. | 103,40 MHz    | 0,50 kW       | pionowa     |
| 4  | Radio Maryja             | Prowincja Warszawska Zgromadzenia O.O. Redemptorystów                  | 104,20 MHz    | 10 kW         | pozioma     |

### Programy telewizyjne - cyfrowe
| Nazwa multipleksu | Częstotliwość | Kanał | Moc nadajnika | Polaryzacja | Kompresja |
| ----------------- | ------------- | ----- | ------------- | ----------- | --------- |
| MUX 1             | 514 MHz       | 26    | 10 kW         | pozioma     | HEVC      |
| MUX 2             | 658 MHz       | 44    | 10 kW         | pozioma     | HEVC      |
| MUX 3             | 490 MHz       | 29    | 12 kW         | pozioma     | HEVC      |
| MUX 4             | 618 MHz       | 21    | 10 kW         | pozioma     | HEVC      |
| MUX 8             | 184,5 MHz     | 6     | 2,8 kW        | pionowa     | MPEG-4    |

## Programy telewizyjne już nie nadawane[2]
Programy telewizji analogowej wyłączone 19 marca 2013 roku.
| LP | Program | Właściciel            | Częstotliwość | Kanał | Moc nadajnika | Polaryzacja |
| -- | ------- | --------------------- | ------------- | ----- | ------------- | ----------- |
| 1  | TVP2    | Telewizja Polska S.A. | 471,25 MHz    | 21    | 40 kW         | pozioma     |